# Сніг (фільм, 1982)
«Сніг» («Снег») — радянський телефільм 1982 року, знятий режисером Дмитром Рождественським на студії «Лентелефільм».

## Сюжет
Дипломна робота Дмитра Рождественського у Ленінградській консерваторії. За мотивами оповідань К. Паустовського. В основі фільму-опери — музика Д. Пріцкера.

## У ролях
- Тетяна Іванова — Тетяна Петрівна
- Володимир Семіонічев — Микола Потапов
- Михайло Калиновський — роль другого плану

## Знімальна група
- Режисер — Дмитро Рождественський
- Оператори — Марк Сожин, Юрій Корвін-Круковський
- Композитор — Давид Пріцкер
- Художник — Олександр Яскевич